# Cristina Pedroche
Cristina Pedroche Navas (Vallecas, 30 oktober 1988) is een Spaans actrice, model en presentatrice. Sinds augustus 2011 mede-presenteert ze het programma Otra movida op het televisiekanaal Neox.